# Joe Piscopo
Joseph Charles John Piscopo, meglio conosciuto come Joe Piscopo (Passaic, 17 giugno 1951), è un attore statunitense, noto per le sue apparizioni televisive di Saturday Night Live.

## Biografia
Piscopo è cresciuto a North Caldwell e ha frequentato la West Essex High School oltre a recitare nel club "the Masquers". Ha reputazione di non aver mai recitato parti così come scritte. Diplomato nel 1969, Joe entrò al Jones College a Jacksonville, Florida. Qui si laureò in broadcast management.

### Saturday Night Live
Nell'estate del 1980, venne ingaggiato per la trasmissione TV Saturday Night Live. Lo show ebbe uno sconvolgimento quando nella primavera precedente gli autori e produttori maggiori e alcuni membri del cast lasciarono lo spettacolo. Il nuovo cast fu bombardato di critiche ad eccezione di Piscopo e Eddie Murphy; così furono gli unici a rimanere ingaggiati quando Dick Ebersol prese in mano lo show la primavera successiva. Con il successo del SNL, Piscopo si spostò a risiedere a Alpine (New Jersey).
Piscopo riscosse successo per le sue interpretazioni parodistiche di molti personaggi famosi. Tra questi Frank Sinatra la cui imitazione causò timori di possibili azioni contro la sua persona da parte della Mafia. Piscopo riscrisse il testo per lo sketch su Sinatra con l'aiuto di Sammy Cahn, paroliere dello stesso grande cantante, e intitolò la canzone "by the grace of God, the old man loved it."

### DopoSaturday Night Live
Dal gennaio 2014 è conduttore di Piscopo In The Morning dalle 6:00 alle 9:00 del mattino, da lunedì a venerdì su 970 The Answer (WNYM) di New York City.

### Vita privata
La seconda moglie di Piscopo, Kimberly Driscoll, chiese il divorzio il 10 luglio 2006. Piscopo è residente a Lebanon nel New Jersey.

## Filmografia parziale
- King Kong, regia di John Guillermin (1976)
- American Tickler, regia di Chuck Vincent (1977)
- The House of God, regia di Donald Wrye (1984)
- Pericolosamente Johnny (Johnny Dangerously), regia di Amy Heckerling (1984)
- Cadaveri e compari (Wise Guys), regia di Brian De Palma (1986)
- Sbirri oltre la vita (Dead Heat), regia di Mark Goldblatt (1988)
- Star Trek: The Next Generation - serie TV, episodio 2x04 (1988)
- Pugno d'acciaio (Sidekicks), regia di Aaron Norris (1992)
- Huck and the King of Hearts, regia di Michael Keusch (1993)
- The Bomber Boys - Un'avventura esplosiva! (Captain Nuke and the Bomber Boys), regia di Charles Gale (1995)
- Bambine, sentite chi parla! (Two Bits & Pepper), regia di Corey Michael Eubanks (1995)
- Baby Bedlam, regia di Eric Hendershot (2000)
- Bartleby, regia di Jonathan Parker (2001)
- The Last Request, regia di John DeBellis (2006)
- Dead Lenny, regia di Serge Rodnunsky (2006)
- How Sweet It Is, regia di Brian Herzlinger (2013)
- Law & Order - Unità vittime speciali - serie TV, episodio 19x22 (2018)

## Doppiatori italiani
- Luca Dal Fabbro in Cadaveri e compari
- Rodolfo Bianchi in Bambine sentite chi Parla